# 카디르 토프바시

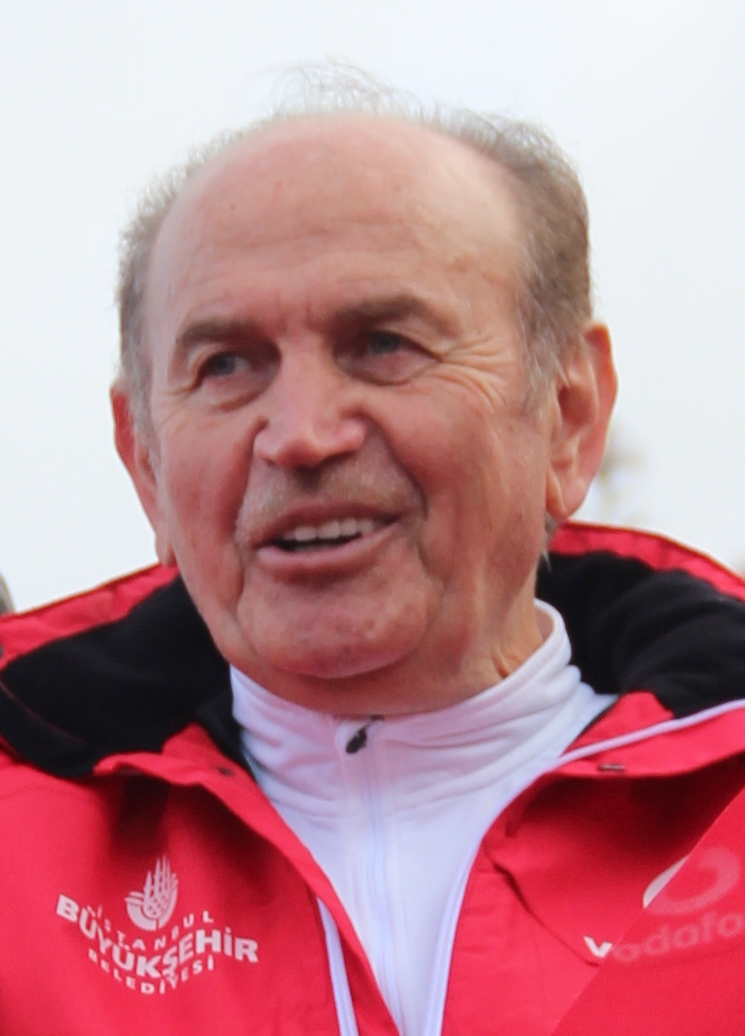
카디르 토프바시

카디르 토프바시(튀르키예어: Kadir Topbaş, 1945년 1월 8일~2021년 2월 13일)는 튀르키예의 정치인이다.
아르트빈주 유수펠리에서 태어나 이듬해인 1946년 가족과 함께 이스탄불로 옮겼다. 이스탄불 대학교에서 신학과 건축학을 배우고 건축사 박사 학위를 받았다. 건축 설계사 일을 하다가 1994년부터 1998년까지 당시 이스탄불 시장이었던 레제프 타이이프 에르도안의 건축유산 복원 자문을 맡았다.
1999년 베이욜루 구청장으로 정치 활동을 시작해 2004년부터 2017년까지는 정의개발당 소속으로 이스탄불 시장을 지냈다.
코로나19 범유행 중이던 2020년 11월에 코로나19 증세로 입원해 투병 끝에 이듬해인 2021년 2월 13일 합병증인 다발성 장기 부전으로 사망하였다.

## 수훈
- 2014년 - 대한민국 보관문화훈장

## 역대 선거 결과
| 선거명      | 직책명        | 대수 | 정당       | 득표율 | 득표수      | 결과 | 당락               |
| ----------- | ------------- | ---- | ---------- | ------ | ----------- | ---- | ------------------ |
| 2004년 선거 | 이스탄불 시장 | 30대 | 정의개발당 | 45.3%  | 1,917,577표 | 1위  | 이스탄불 시장 당선 |
| 2009년 선거 | 이스탄불 시장 | 30대 | 정의개발당 | 44.71% | 3,105,555표 | 1위  | 이스탄불 시장 당선 |
| 2014년 선거 | 이스탄불 시장 | 30대 | 정의개발당 | 47.95% | 4,100,906표 | 1위  | 이스탄불 시장 당선 |